# بونعمان (بونعمان)
بونعمان هي إحدى مشيخات المملكة المغربية، تتبع جغرافيا لإقليم تيزنيت وإداريًا لبونعمان. يقدر عدد سكانها بـ 7671 نسمة حسب الإحصاء الرسمي للسكان والسكنى لسنة 2004.